# Encephalartos relictus
Encephalartos relictus är en kärlväxtart som beskrevs av P.J.H. Hurter. Encephalartos relictus ingår i släktet Encephalartos och familjen Zamiaceae. Inga underarter finns listade i Catalogue of Life.